# ラスムセン・レポート
ラスムセン・レポート（Rasmussen Reports、[ˈræsˌmʌsən]）は、2003年に設立されたアメリカ合衆国の世論調査会社。